# 克拉维尔
克拉维尔（法語：Claville，法語發音：[klavil]）是法国厄尔省的一个市镇，属于埃夫勒区。

## 地理
克拉维尔（49°2'53"N, 1°1'10"E）面积17.66 平方千米，位于法国诺曼底大区厄尔省，该省份为法国北部内陆省份，北起滨海塞纳省，西接奧恩省和卡爾瓦多斯省，南至厄尔-卢瓦省，东临瓦兹省、瓦兹河谷省和伊夫林省。
与克拉维尔接壤的市镇（或旧市镇、城区）包括：贝尔尼安维尔、科热、费里耶尔欧克洛谢、戈维尔拉康帕涅、奥尔姆。

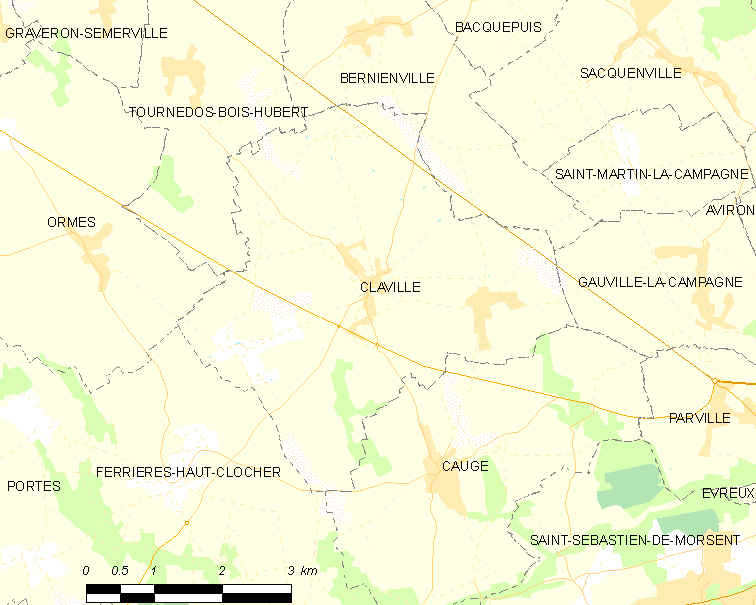
克拉维尔的OSM定位图

克拉维尔的时区为UTC+01:00、UTC+02:00（夏令时）。

## 行政
克拉维尔的邮政编码为27180，INSEE市镇编码为27161。

## 政治
克拉维尔所属的省级选区为乌什地区孔什县。

## 人口

1962-2008年间克拉维尔人口变化图示

克拉维尔于2022年1月1日时的人口数量为1068人。